# 거머리

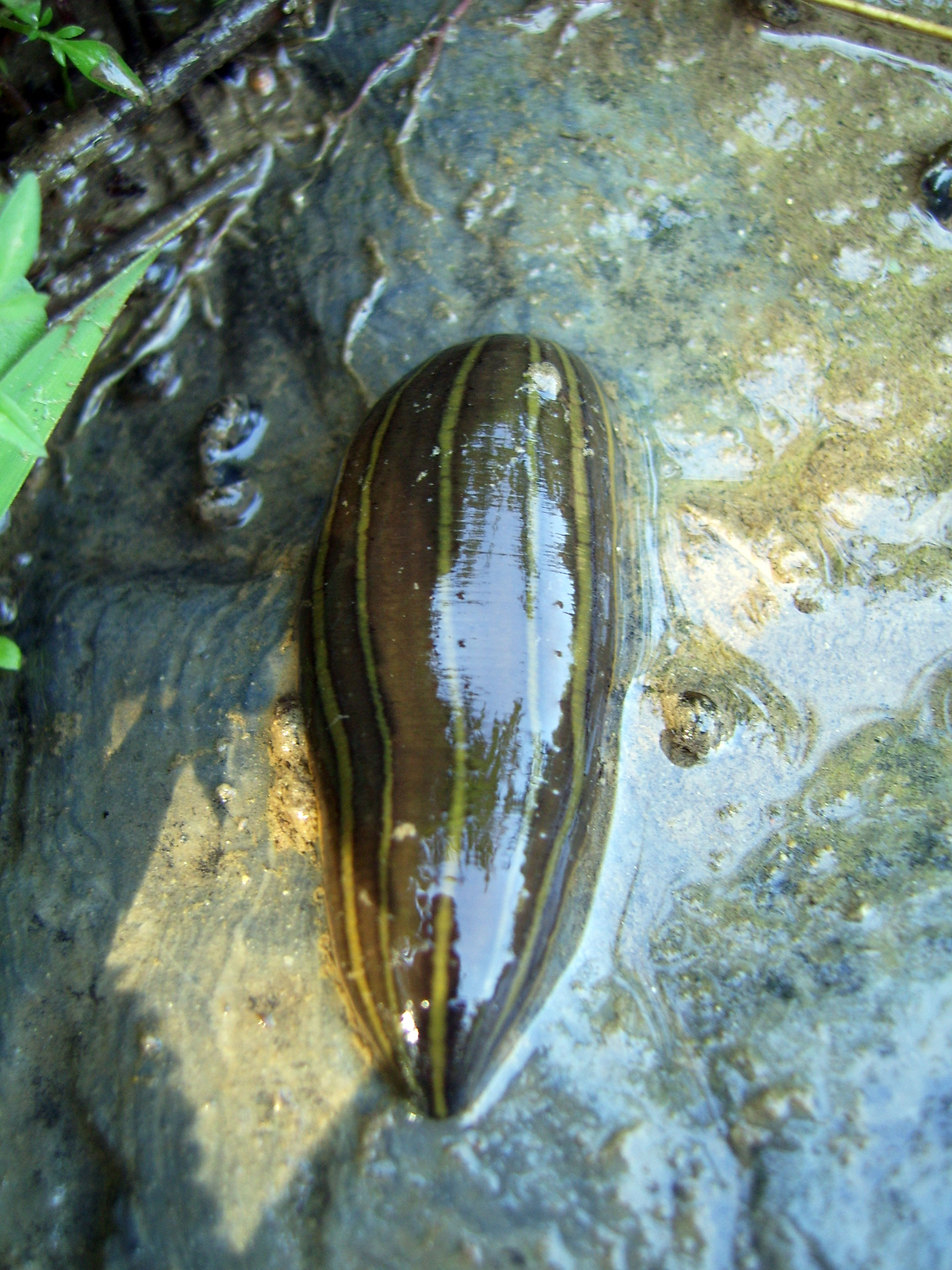

거머리는 거머리아강에 딸린 환형동물의 총칭이다.

## 습성 및 종류
거머리류는 바다·민물 또는 습한 곳에 살며 전 세계에 300여 종이 알려져 있다. 산거머리, 말거머리, 침거머리, 넓적거머리, 혈거머리, 독거머리 등이 이에 속한다. 양분 섭취 방법은 종마다 다르다. 입술로 피를 빨아먹는 종류, 턱으로 상처를 내어 피를 빨아먹는 종류, 또는 긴 인두로 작은 동물을 삼키는 종류 등이 있다. 빨아들인 피는 각 체절의 '측맹낭'이라는 주머니에 저장해 둔다. 또한 한번에 빨아들인 피의 양은 자기 몸무게의 2-5배, 그 중, 산거머리는 10배 정도인데, 조금씩만 소화시켜 생존하여 1년에 2-3번만 피를 빨아도 생존 할 수 있다고 한다.

## 모습
몸은 길고 납작하거나 원통 모양이며 몸의 앞끝과 뒤끝의 배쪽에 빨판이 있다. 특히 몸의 길이에 관계없이 모든 종류가 34체절로 되어 있다. 암수한몸이며, 생식구가 전체에 열려 있다. 입은 앞쪽의 빨판 아래에, 항문은 뒤쪽의 빨판 위쪽에 열려 있다. 소화계는 입·인두·식도·위·창자로 연결되는데, 위가 소화관의 대부분을 차지한다.

## 번식
수정은 봄에서 여름에 걸쳐 많이 행해진다. 수정란은 환대로부터 분비된 난포에 싸여진 채 물 속의 돌이나 물풀 등에 낳는다. 그러나 종류에 따라서는 난포를 어미의 배에 달고 다니면서, 수정란이 완전한 어린 개체가 될 때까지 보호하기도 한다. 한편, 알은 난포 안에서 영양 물질을 흡수하면서 발생이 진행되어 어린 개체로 성장하기도 한다.